# Nga Thanh (Bắc Ngụy)
Nga Thanh (chữ Hán: 娥清, ? - ?) người quận Đại , dân tộc tiên Ti, tướng lãnh nhà Bắc Ngụy.

## Cuộc đời và sự nghiệp

### ThờiMinh Nguyên đế
Thanh sớm tỏ ra có tài làm tướng, lập nhiều chiến công, dần làm đến Chấn uy tướng quân. Tướng Đông Tấn là Chu Siêu Thạch xâm phạm Bình Nguyên, đến Bạn Thành thì quay về. Thanh cùng Bạt Bạt Đạo Sanh đuổi theo, đến Hoàng Hà, bắt được bộ tướng của Siêu Thạch là Dương Phong. Sau khi trở về, được bái làm Cấp sự hoàng môn thị lang. Trước đó, người bộ lạc Đồ Hà tản cư khắp 3 châu, gây hại cho dân địa phương. Có Chiếu sai Thanh dời họ đến Bình Thành. Thanh giỏi vỗ về, di dân cảm thấy như về quê hương. Minh Nguyên đế nam tuần đến Nghiệp, lấy Thanh làm Trung lĩnh quân tướng quân, cùng bọn Tống binh tướng quân Chu Ki kinh lược đất Độ Hà. Đến Hồ Lục, dân Cao Bình đồn tụ nơi rừng, chằm, bắn vào quan quân, bọn Thanh nhân đó giết vài ngàn gia đình, bắt sống hơn vạn nhân khẩu. Được ban tước Tu Xương hầu. Thanh cùng bọn Ki bèn trấn thủ Phương Đầu.

### ThờiThái Vũ đế
Đầu thời Thái Vũ đế, Thanh từ Phương Đầu về kinh sư, được làm Giả chinh nam tướng quân, tiến tước Đông Bình công. Nhu Nhiên khả hãn Đại Đàn di cư sang Mạc Nam, Thanh cùng Bình Dương vương Bạt Bạt Hàn từ đông đạo ra Trường Xuyên đánh dẹp, đại thắng trở về. Được chuyển làm Tông Chánh khanh. Sau đó tòng chinh Nhu Nhiên. Lại tham gia đánh nước Hạ, rồi cùng Đạt Hề Cân đuổi theo Hách Liên Xương đến An Định, cùng Xương giằng co. Đến khi An Hiệt bắt Xương, em Xương là Định chạy về phía tây, Cân đuổi theo. Thanh muốn theo đường thủy, Cân không nghe, nên cùng Cân bị Định bắt sống. Quân Ngụy hạ Bình Lương, bọn Thanh được giải thoát. Sau đó có chiếu sai Thanh trấn thủ Tịnh Châu, đánh dẹp thủ lĩnh Sơn Hồ là Bạch Long ở Tây Hà, chém cha của Bạch Long cùng tướng soái của ông ta, rồi đồ thành. Được thăng làm Bình đông tướng quân, cùng bọn Thổ Hề Bật đông tiến đánh nước Bắc Yên. Bọn Thanh không đánh gấp, để Phùng Hoằng chạy thoát sang Cao Ly, nên bị bỏ xe tù đưa về kinh, truất làm lính giữ cửa.
Thanh mất ở nhà, không rõ khi nào. Con là Duyên, làm đến Tán kỵ thường thị, Nam Bình công.